# إيفان كراوس
إيفان كراوس (بالتشيكية: Ivan Kraus) (و. 1939  م) هو كاتب، وكاتب سيناريو، وممثل تشيكي، ولد في براغ.

## وصلات خارجية
- إيفان كراوس على موقع IMDb (الإنجليزية)
- إيفان كراوس على موقع قاعدة بيانات الفيلم (الإنجليزية)

- إيفان كراوس في قاعدة بيانات الأفلام على الإنترنت